# Durynská čejka
Durynská čejka je plemeno holuba domácího, jedná se o durynský ráz barevného holuba čejky. Je to středně velký holub tzv. polního typu, tvarem těla nebo velikostí se příliš neliší od holuba skalního. Šlechtění durynské čejky je zaměřeno především na dokonalou barvu a kresbu opeření. Co se týče pernatých ozdob, toto plemeno je vždy bezrousé a většinou ani nemá chocholku. V seznamu plemen EE se durynská čejka řadí do plemenné skupiny barevných holubů a je zapsána pod číslem 0458.
Plemeno pochází z Durynska. Je o něco větší a delší než polní holub nebo čejka česká. Základní barva opeření je bílá, barevná je pouze kapka, oválná čelní skvrna, a křídla s vykrojením na horní části štítů ve tvaru srdce. Durynská čejka se chová ve třiceti barevných rázech. Je-li přítomna chocholka, je široká, lasturovitá a zakončená postranními růžicemi. Většina čejek je však hladkohlavých. Hodí se do volného chovu či přímo do chovu extenzivně užitkového. Je nenáročná a plodná.